# Zach Wright
Zachary Brett Wright (Kimberly, 18 agosto 1998) è un giocatore di football americano statunitense che gioca come safety per i Porvoon Butchers.